# Нокенг-ца-Таэмане
Нокенг-тса-Таэмане (англ. Nokeng tsa Taemane Local Municipality) — бывший местный муниципалитет в районе Метсвединг провинции Гаутенг, ЮАР. Административный центр располагался в городе Рейтон. С 2011 года территория муниципалитета вошла в состав метрополии Цване.
Название муниципалитета на языках северный сото и сесото означает «Реки, полные алмазов», что связано с многочисленными реками в этом районе и месторождениями алмазов у реки Калeдон.

## Населенные пункты
- Рейтон (административный центр)
- Куллинан — место обнаружения знаменитого алмаза «Куллинан»

## История
Последним мэром муниципалитета перед его упразднением была Анна Дигоро.

## Демография
По данным переписи 2001 года:
- Общая численность населения: 53,197 человек
- Площадь: 1,968 км²
- Плотность населения: 27,03 чел./км²